# Centrochlora esmeralda
Centrochlora esmeralda là một loài bướm đêm trong họ Noctuidae.